# Noors kampioenschap wielrennen op de weg
Het Noors kampioenschap wielrennen op de weg is in de vier onderdelen wegwedstrijd en individuele tijdrit bij zowel de mannen als de vrouwen een jaarlijkse georganiseerde wielerwedstrijd waarin om de nationale titel van Noorwegen wordt gestreden. De kampioen mag een jaar lang rijden in een trui met de vlag van Noorwegen in de categorie waarin de trui is behaald.

## Mannen

### Wegwedstrijd

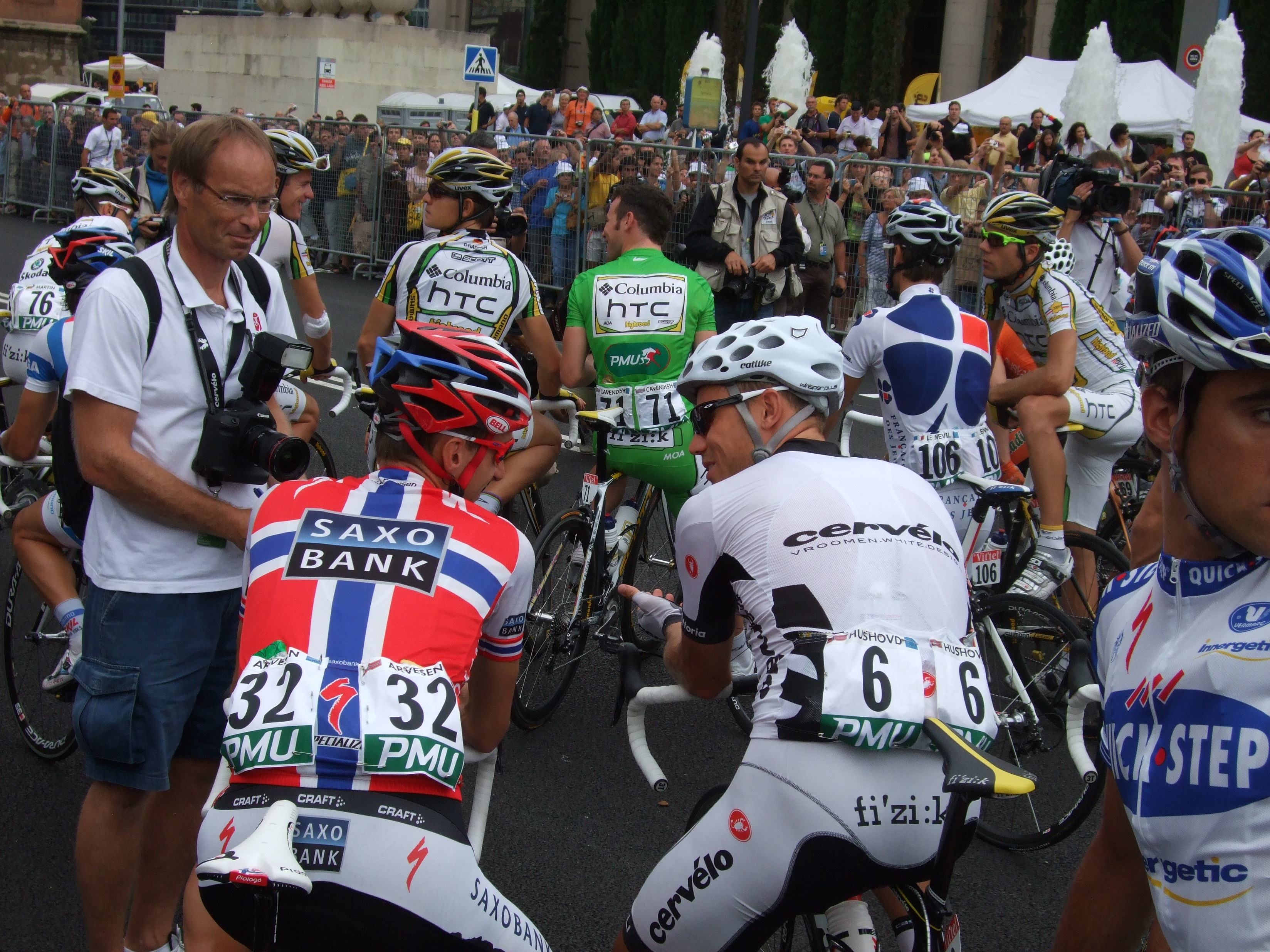
Kurt-Asle Arvesen won vijf keer

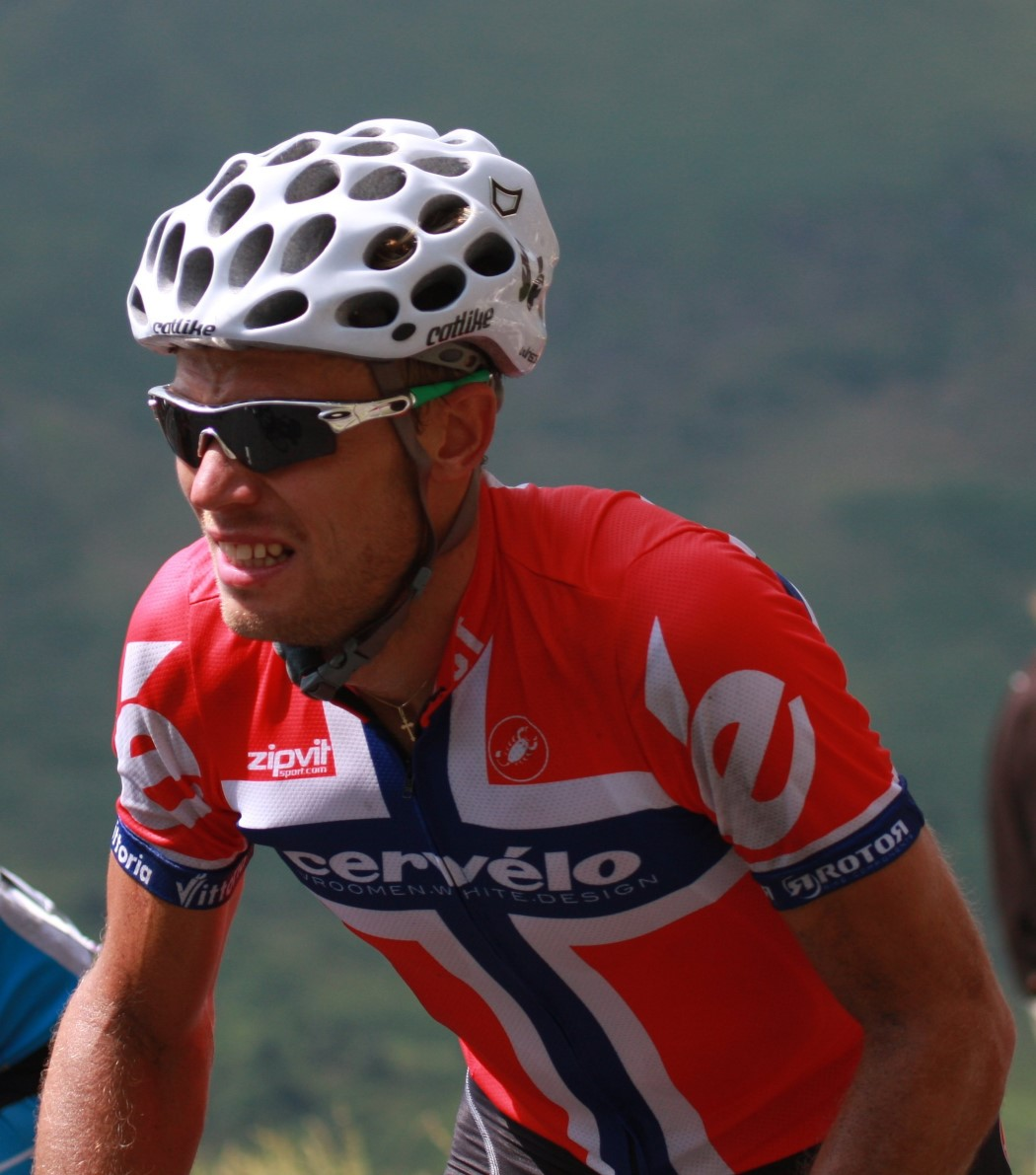
Thor Hushovd won in 2004, 2010 en 2013

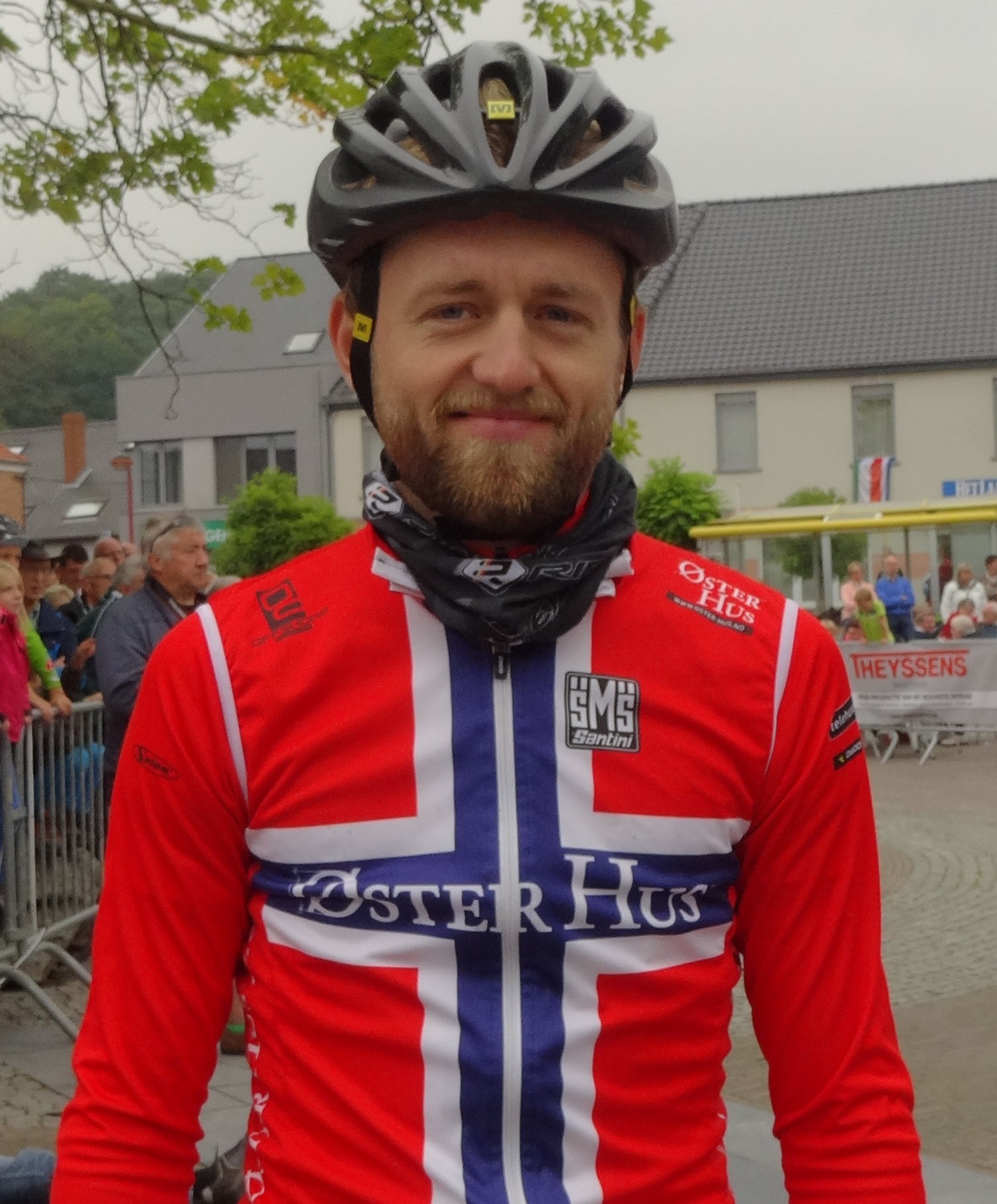
Tormod Hausken Jacobsen won in 2014

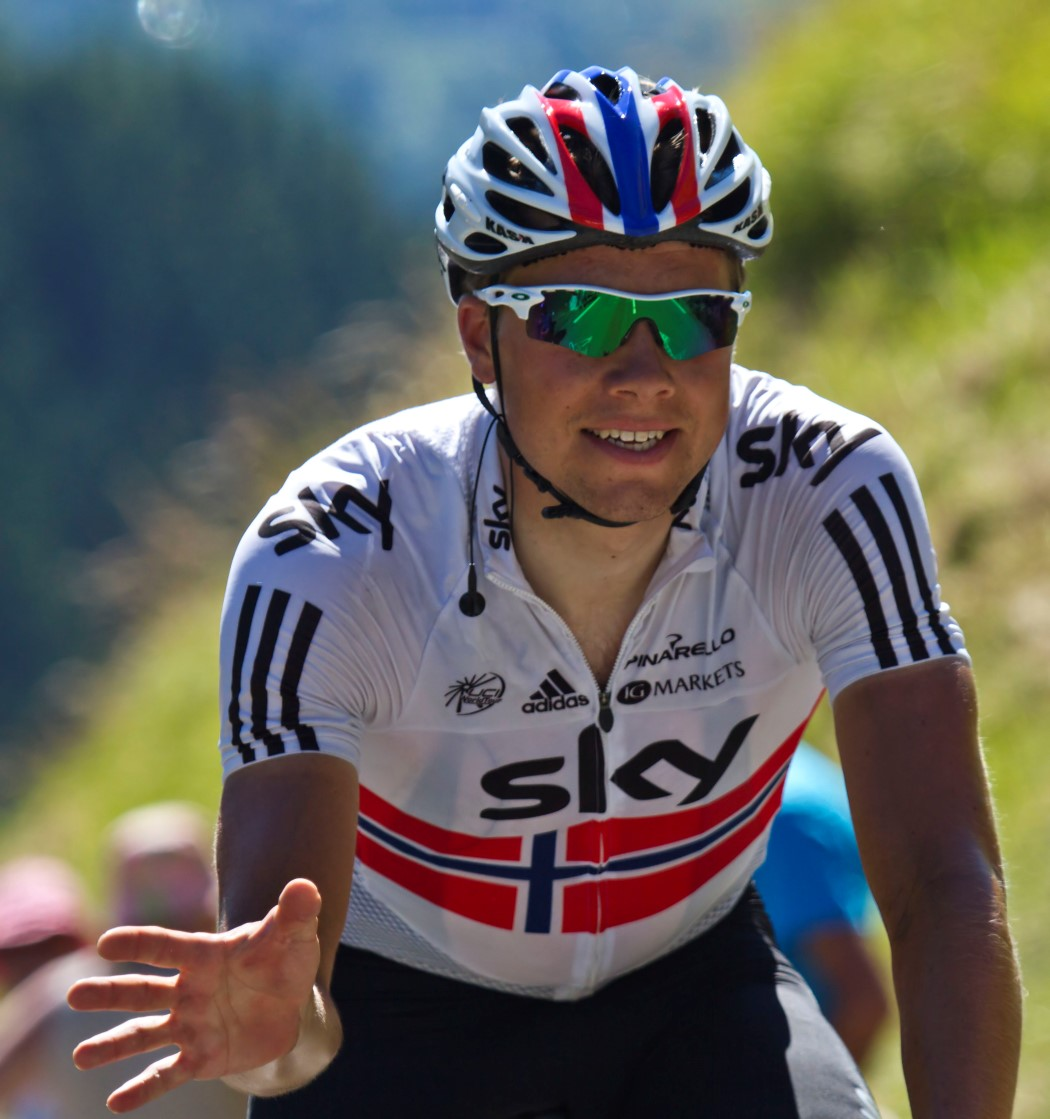
Edvald Boasson Hagen won in 2012, 2015 en 2016

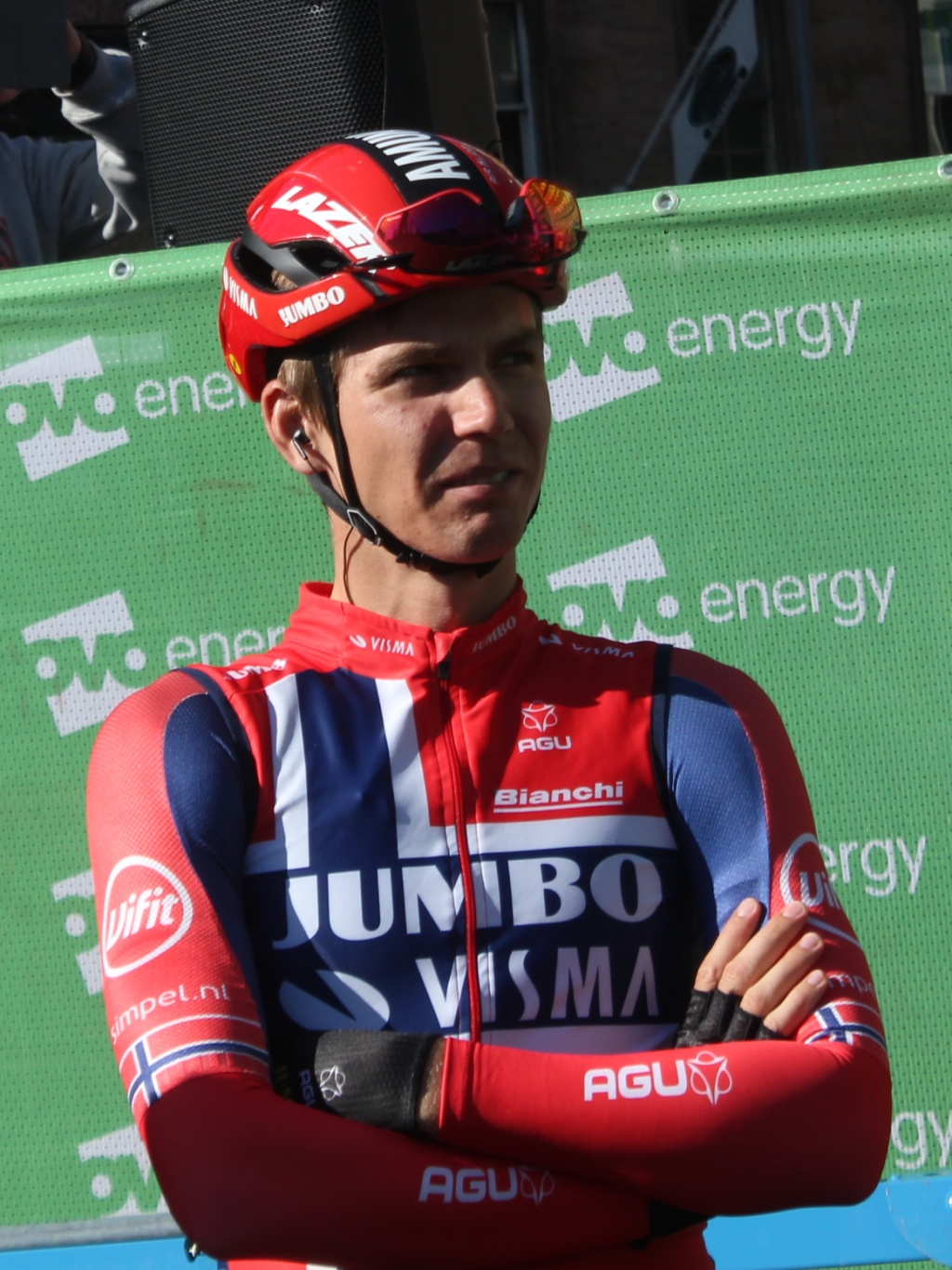
Amund Grøndahl Jansen won in 2019

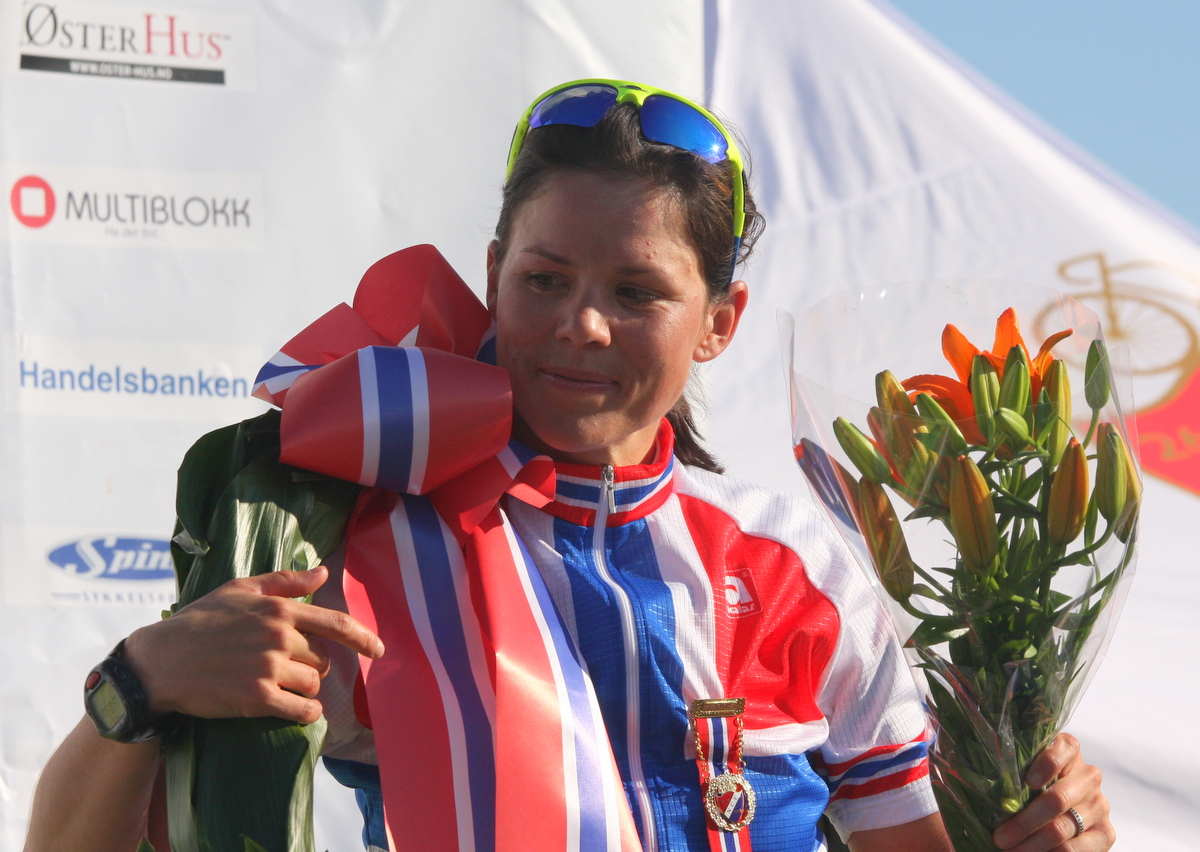
Linn Torp won in 2009

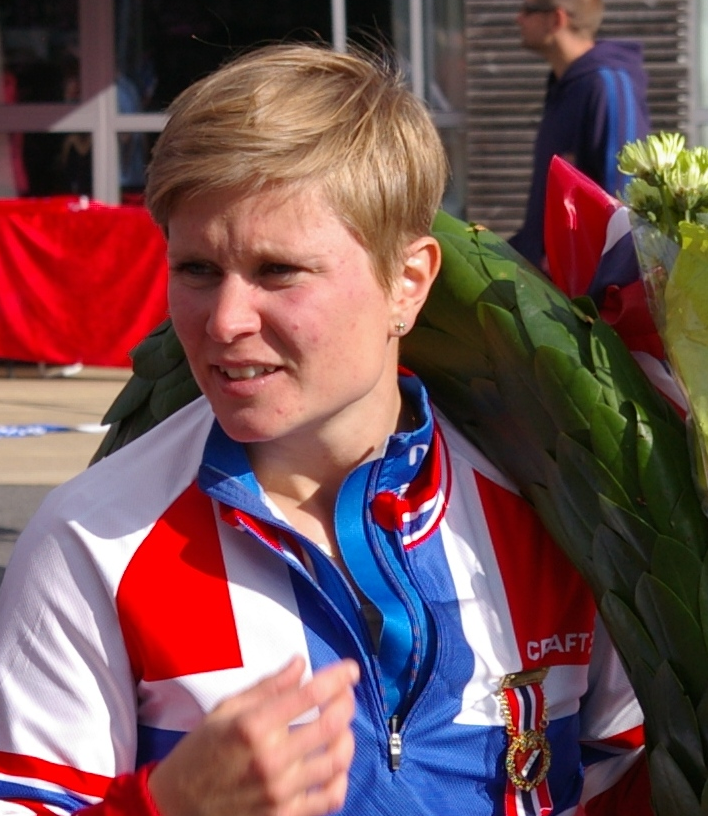
Hildegunn Hovdenak won in 2012

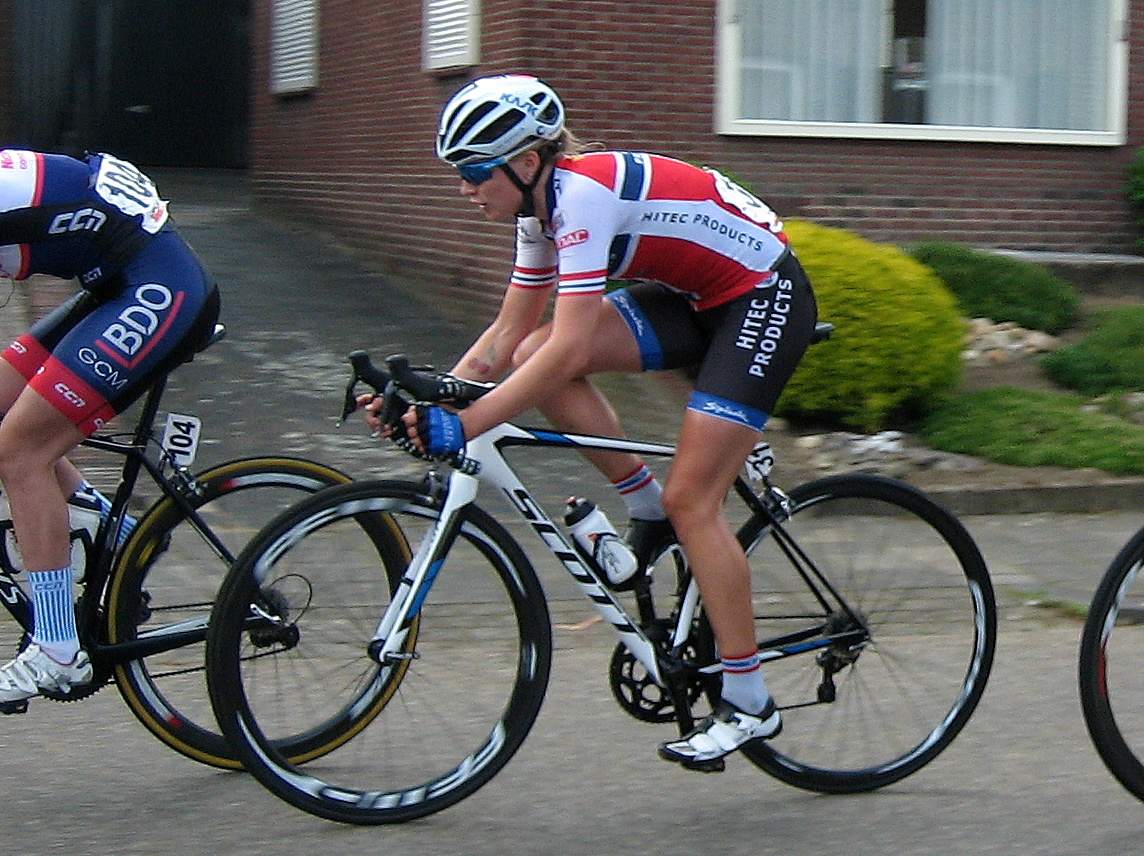
Miriam Bjørnsrud won in 2015

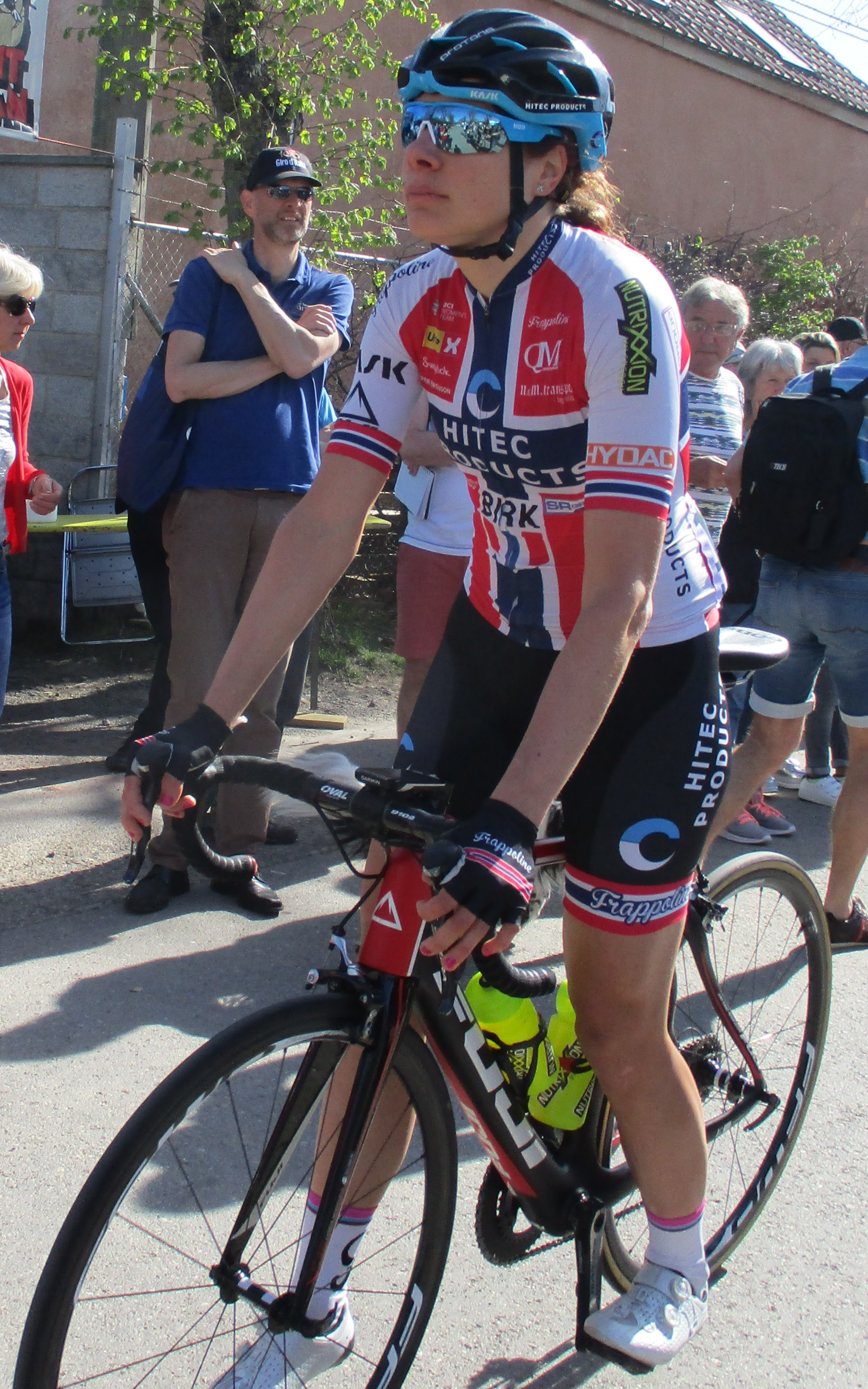
Vita Heine won in 2016, 2017, 2018 en 2021

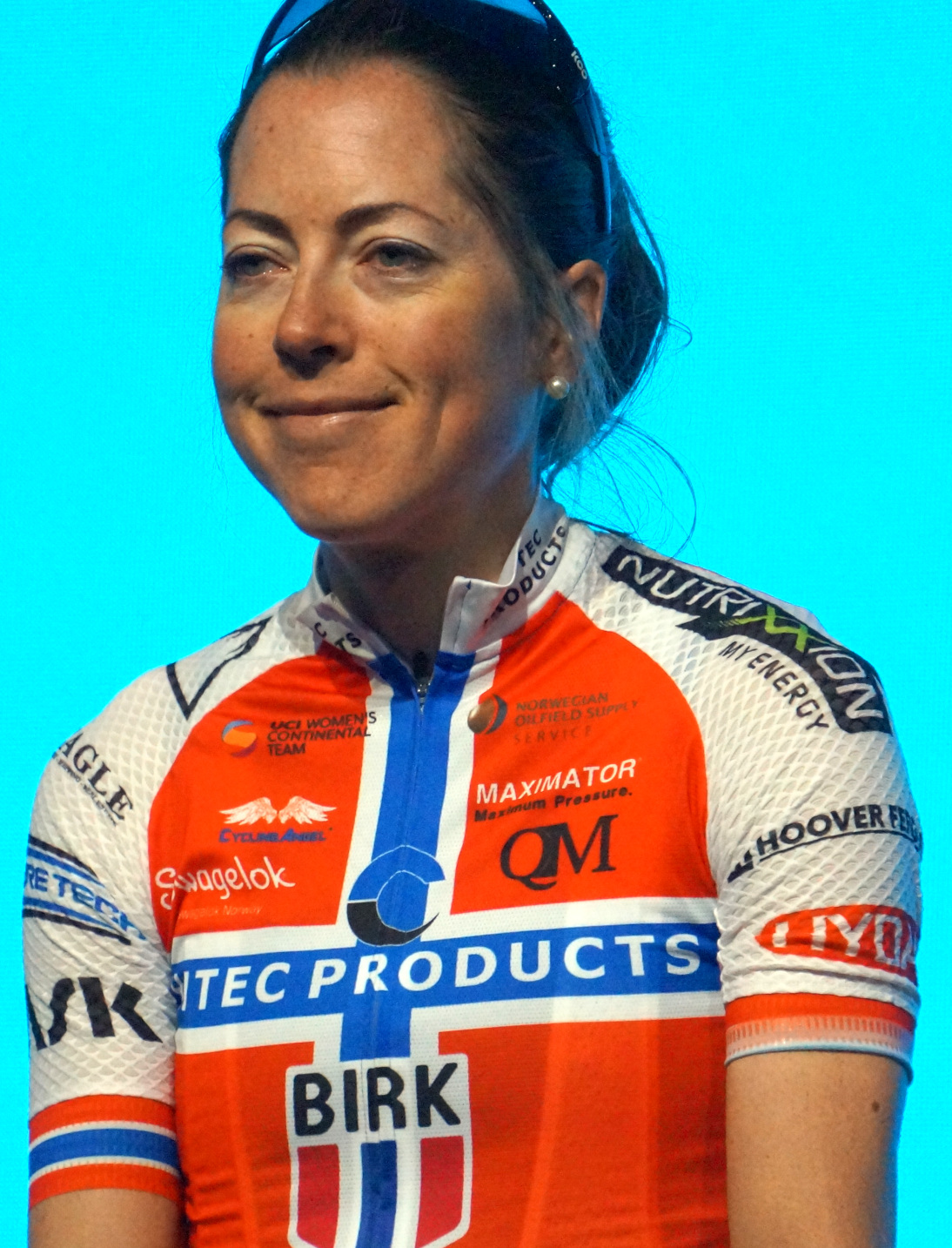
Ingrid Lorvik won in 2019

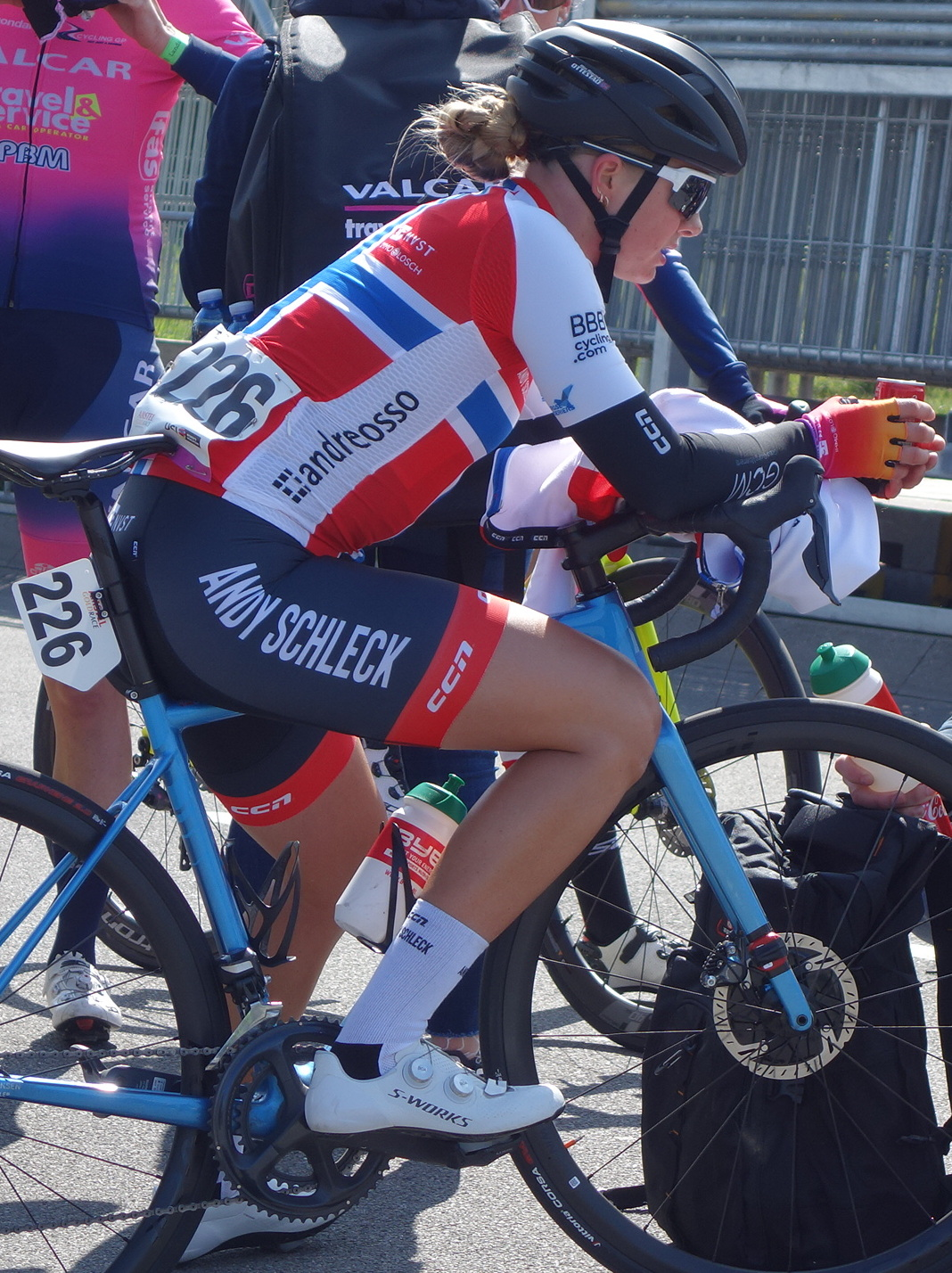
Mie Bjørndal Ottestad won in 2020

| Jaar | Goud                    | Zilver                     | Brons                      |
| ---- | ----------------------- | -------------------------- | -------------------------- |
| 1996 | Frode Flesjå            | Andre Kjærgaard            | Trond-Kristian Karlsen     |
| 1997 | Kurt-Asle Arvesen       | Bjørnar Vestøl             | Ole Sigurd Simensen        |
| 1998 | Kurt-Asle Arvesen       | Egil Endersen              | Robertino Ivanov           |
| 1999 | Svein Gaute Hølestøl    | Mads Kaggestad             | Oyvind Karlbom             |
| 2000 | Rune Jogert             | Bjørnar Vestøl             | Gisle Vikoyr               |
| 2001 | Erlend Engelsvoll       | Gabriel Rasch              | Morten Christiansen        |
| 2002 | Kurt-Asle Arvesen       | Steffen Kjærgaard          | Thor Hushovd               |
| 2003 | Gabriel Rasch           | Morten Hegreberg           | Roar Fröseth               |
| 2004 | Thor Hushovd            | Kurt-Asle Arvesen          | Morten Hegreberg           |
| 2005 | Morten Christiansen     | Andreas Sand               | Morten Hegreberg           |
| 2006 | Lars Petter Nordhaug    | Edvald Boasson Hagen       | Roy Hegreberg              |
| 2007 | Alexander Kristoff      | Thor Hushovd               | Frederik Wilmann           |
| 2008 | Kurt-Asle Arvesen       | Stian Remme                | Lars Petter Nordhaug       |
| 2009 | Kurt-Asle Arvesen       | Alexander Kristoff         | Thor Hushovd               |
| 2010 | Thor Hushovd            | Christer Rake              | Roy Hegreberg              |
| 2011 | Alexander Kristoff      | Vegard Stake Laengen       | Thor Hushovd               |
| 2012 | Edvald Boasson Hagen    | Lars Petter Nordhaug       | Alexander Kristoff         |
| 2013 | Thor Hushovd            | Alexander Kristoff         | Edvald Boasson Hagen       |
| 2014 | Tormod Hausken Jacobsen | Filip Eidsheim             | Odd Christian Eiking       |
| 2015 | Edvald Boasson Hagen    | Odd Christian Eiking       | Vegard Stake Laengen       |
| 2016 | Edvald Boasson Hagen    | Alexander Kristoff         | Kristoffer Halvorsen       |
| 2017 | Rasmus Tiller           | Sven Erik Bystrøm          | Bjørnar Vevatne Øverland   |
| 2018 | Vegard Stake Laengen    | Rasmus Tiller              | Kristian Aasvold           |
| 2019 | Amund Grøndahl Jansen   | Andreas Leknessund         | Carl Fredrik Hagen         |
| 2020 | Sven Erik Bystrøm       | Jonas Iversby Hvideberg    | Carl Fredrik Hagen         |
| 2021 | Tobias Foss             | Anders Skaarseth           | Kristian Aasvold           |
| 2022 | Rasmus Tiller           | Alexander Kristoff         | Edvald Boasson Hagen       |
| 2023 | Fredrik Dversnes        | Alexander Kristoff         | Jonas Abrahamsen           |
| 2024 | Markus Hoelgaard        | Fredrik Dversnes           | Rasmus Tiller              |
| 2025 | Andreas Leknessund      | Anders Halland Johannessen | Tobias Halland Johannessen |

### Tijdrit

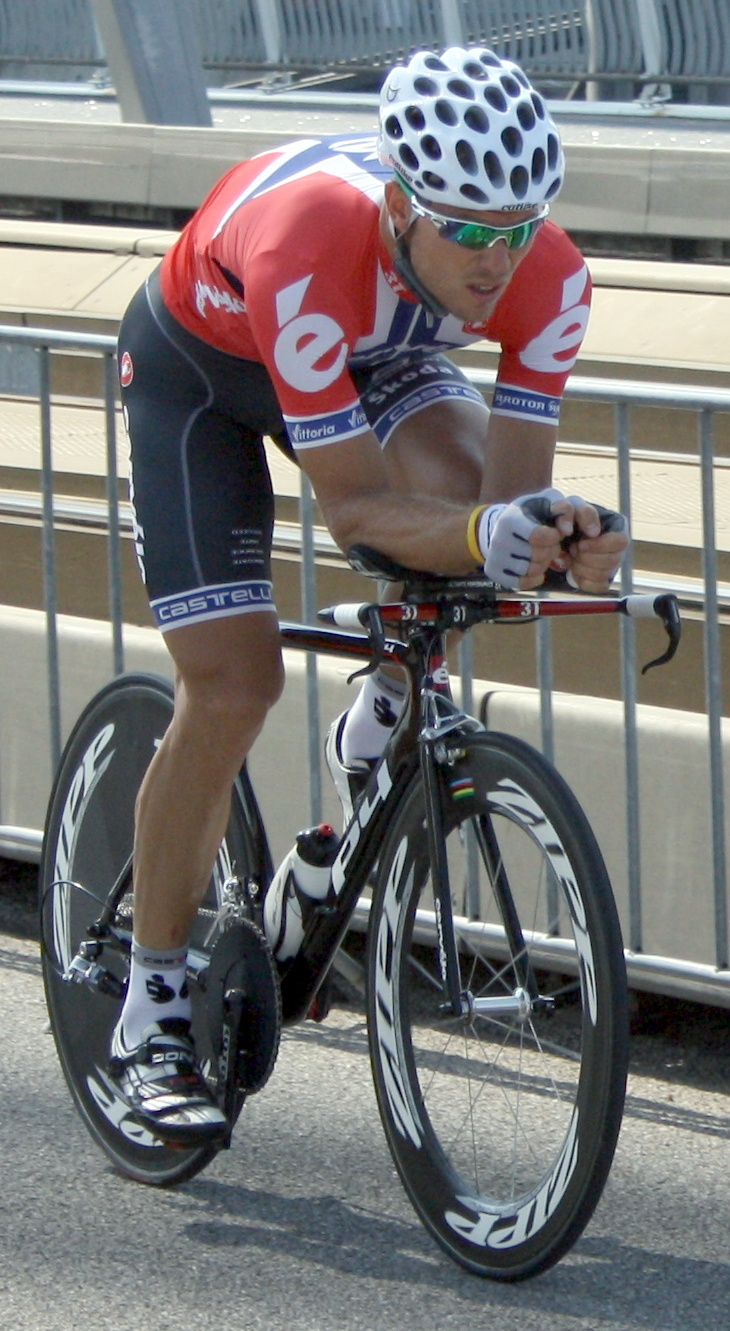
Thor Hushovd won de tijdrit drie keer

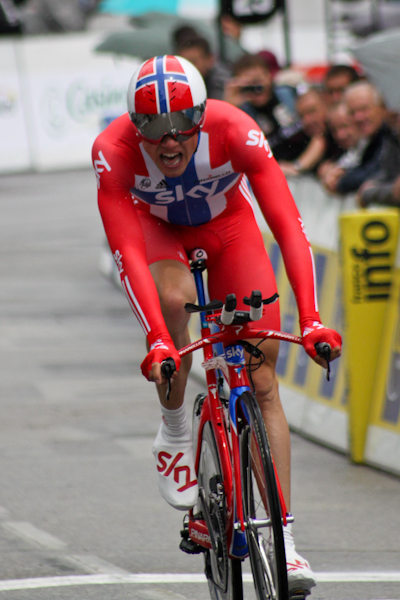
Edvald Boasson Hagen won tien keer

| Jaar | Goud                 | Zilver                 | Brons                  |
| ---- | -------------------- | ---------------------- | ---------------------- |
| 1996 | Steffen Kjærgaard    |                        |                        |
| 1997 | Steffen Kjærgaard    | Svein-Gaute Holestol   | Stig Kristiansen       |
| 1998 | Steffen Kjærgaard    | Svein-Gaute Holestol   | Stig Kristiansen       |
| 1999 | Steffen Kjærgaard    | Bjørnar Vestøl         | Svein Gaute Hølestøl   |
| 2000 | Svein Gaute Hølestøl | Bjørnar Vestøl         | Stig Kristiansen       |
| 2001 | Kurt-Asle Arvesen    | Geir Lien              | Mads Kaggestad         |
| 2002 | Thor Hushovd         | Steffen Kjærgaard      | Bjørnar Vestøl         |
| 2003 | Steffen Kjærgaard    | Kurt-Asle Arvesen      | Bjørnar Vestøl         |
| 2004 | Thor Hushovd         | Kurt-Asle Arvesen      | Terje Tho              |
| 2005 | Thor Hushovd         | Kurt-Asle Arvesen      | Knut Anders Fostervold |
| 2006 | Kurt-Asle Arvesen    | Kjetil Ingvaldsen      | Knut Anders Fostervold |
| 2007 | Edvald Boasson Hagen | Knut Anders Fostervold | Kurt-Asle Arvesen      |
| 2008 | Edvald Boasson Hagen | Geir Lien              | Knut Anders Fostervold |
| 2009 | Edvald Boasson Hagen | Kurt-Asle Arvesen      | Frederik Wilmann       |
| 2010 | Edvald Boasson Hagen | Reidar Borgersen       | Stian Saugstad         |
| 2011 | Edvald Boasson Hagen | Reidar Borgersen       | Lorents Ola Aasvold    |
| 2012 | Reidar Borgersen     | Edvald Boasson Hagen   | Lars Petter Nordhaug   |
| 2013 | Edvald Boasson Hagen | Thor Hushovd           | Reidar Borgersen       |
| 2014 | Reidar Borgersen     | Bjørn Tore Hoem        | Andreas Vangstad       |
| 2015 | Edvald Boasson Hagen | Andreas Vangstad       | Truls Engen Korsaeth   |
| 2016 | Edvald Boasson Hagen | Vegard Stake Laengen   | Andreas Vangstad       |
| 2017 | Edvald Boasson Hagen | Andreas Vangstad       | Kristoffer Skjerping   |
| 2018 | Edvald Boasson Hagen | Andreas Leknessund     | Kristoffer Skjerping   |
| 2019 | Andreas Leknessund   | Iver Knotten           | Edvald Boasson Hagen   |
| 2020 | Andreas Leknessund   | Tobias Foss            | Søren Wærenskjold      |
| 2021 | Tobias Foss          | Søren Wærenskjold      | Andreas Leknessund     |
| 2022 | Tobias Foss          | Søren Wærenskjold      | Truls Nordhagen        |
| 2023 | Søren Wærenskjold    | Iver Knotten           | Andreas Leknessund     |
| 2024 | Søren Wærenskjold    | Tobias Foss            | Andreas Leknessund     |
| 2025 | Tobias Foss          | Andreas Leknessund     | Søren Wærenskjold      |

## Vrouwen

### Wegwedstrijd
| Jaar | Goud                    | Zilver                 | Brons                 |
| ---- | ----------------------- | ---------------------- | --------------------- |
| 1996 | Ingunn Bollerud         | Ragnhild Kostoel-Haug  | Wencke Aasmundsen     |
| 1997 | Monica Valen            | Jorunn Kvaloe          | Wenche Stensvold      |
| 1998 | Monica Valen            | Aud-Kari Berg          | Ragnhild Kostoel-Haug |
| 1999 | Ragnhild Kostøl         | Solrunn Flataas        | Cecilia Christiansen  |
| 2000 | Aud-Kari Berg           | Ingunn Bollerud        | Monica Valen          |
| 2001 | Aud-Kari Berg           | Cecilia Christiansen   | Linn Torp             |
| 2002 | Anita Valen             | Jorunn Kvaloe          | Wenche Stensvold      |
| 2003 | Anita Valen             | Linn Torp              | Lene Byberg           |
| 2004 | Anita Valen             | Linn Torp              | Lene Byberg           |
| 2005 | Anita Valen             | Linn Torp              | Hege Linn Eie Vatland |
| 2006 | Linn Torp               | Elin Fylkesnes         | Gunn Hilleren         |
| 2007 | Kristine Saastad        | Anita Valen            | Solrunn Flataas       |
| 2008 | Anita Valen             | Linn Torp              | Hege Linn Eie Vatland |
| 2009 | Linn Torp               | Elin Fylkesnes         | Marie Voreland        |
| 2010 | Lise Hafsø Nøstvold     | Lene Byberg            | Line Margareta Foss   |
| 2011 | Fröydis Waerstad        | Emilie Moberg          | Stine Borgli          |
| 2012 | Hildegunn Hovdenak      | Miriam Bjørnsrud       | Lise Hafsø Nøstvold   |
| 2013 | Cecilie Gotaas Johnsen  | Miriam Bjørnsrud       | Emilie Moberg         |
| 2014 | Camilla Indset Sorgjerd | Cecilie Gotaas Johnsen | Ingrid Lorvik         |
| 2015 | Miriam Bjørnsrud        | Cecilie Gotaas Johnsen | Ingrid Lorvik         |
| 2016 | Vita Heine              | Miriam Bjørnsrud       | Katrine Aalerud       |
| 2017 | Vita Heine              | Katrine Aalerud        | Ingrid Lorvik         |
| 2018 | Vita Heine              | Susanne Andersen       | Stine Borgli          |
| 2019 | Ingrid Lorvik           | Susanne Andersen       | Ingvild Gåskjenn      |
| 2020 | Mie Bjørndal Ottestad   | Vibeke Lystad          | Emilie Moberg         |
| 2021 | Vita Heine              | Emilie Moberg          | Ingvild Gåskjenn      |
| 2022 | Malin Eriksen           | Vibeke Lystad          | Mari Hole Mohr        |
| 2023 | Susanne Andersen        | Katrine Aalerud        | Mie Bjørndal Ottestad |
| 2024 | Mie Bjørndal Ottestad   | Emma Dyrhovden         | Katrine Aalerud       |
| 2025 | Mie Bjørndal Ottestad   | Katrine Aalerud        | Kamilla Aasebø        |

### Tijdrit
| Jaar | Goud                    | Zilver                 | Brons                       |
| ---- | ----------------------- | ---------------------- | --------------------------- |
| 1996 | Ingunn Bollerud         | Ragnhild Kostoel-Haug  | Jorunn Kvaloe               |
| 1997 | Monica Valen            | Jorunn Kvaloe          | Solrunn Flataas             |
| 1998 | Wenche Stensvold        | Monica Valen           | Jorunn Kvaloe               |
| 1999 | Solrunn Flatås          | Wenche Stensvold       | Anne-Kristine Tyssoe        |
| 2000 | Wenche Stensvold        | Solrunn Flataas        | Ingunn Bollerud             |
| 2001 | Solrunn Flatås          | Jorunn Kvaloe          | Gunn-Rita Dahle             |
| 2002 | Solrunn Flatås          | Anita Valen            | Wenche Stensvold            |
| 2003 | Anita Valen             | Linn Torp              | Camilla Hott Johansen       |
| 2004 | Anita Valen             | Anette Lysebo          | Camilla Hott Johansen       |
| 2005 | Anita Valen             | Camilla Hott Johansen  | Gunn Hilleren               |
| 2006 | Anny Hauglid            | Camilla Hott Johansen  | Gunn Hilleren               |
| 2007 | Anita Valen             | Elin Fylkesnes         | Gunn Hilleren               |
| 2008 | Anita Valen             | Elin Fylkesnes         | Anny Hauglid                |
| 2009 | Gunn Hilleren           | Bjørg Eva Jensen       | Elin Fylkesnes              |
| 2010 | Gunn Hilleren           | Elin Fylkesnes         | Trude Karlsen Natholmen     |
| 2011 | Camilla Hott            | Bjørg Eva Jensen       | Lise Hafsø Nøstvold         |
| 2012 | Lise Hafsø Nøstvold     | Cecilie Gotaas Johnsen | Tina Andreassen             |
| 2013 | Tina Andreassen         | Cecilie Gotaas Johnsen | Hildegunn Gjertrud Hovdenak |
| 2014 | Trude Karlsen Natholmen | Tina Andreassen        | Cecilie Gotaas Johnsen      |
| 2015 | Cecilie Gotaas Johnsen  | Marie Elise Ommundsen  | Trude Karlsen Natholmen     |
| 2016 | Vita Heine              | Cecilie Gotaas Johnsen | Miriam Bjørnsrud            |
| 2017 | Vita Heine              | Thea Thorsen           | Katrine Aalerud             |
| 2018 | Line Marie Gulliksen    | Thea Thorsen           | Vita Heine                  |
| 2019 | Vita Heine              | Katrine Aalerud        | Line Marie Gulliksen        |
| 2020 | Katrine Aalerud         | Vita Heine             | Elise Marie Olsen           |
| 2021 | Katrine Aalerud         | Vita Heine             | Mie Bjørndal Ottestad       |
| 2022 | Ane Iversen             | Katrine Aalerud        | Marte Berg Edseth           |
| 2023 | Mie Bjørndal Ottestad   | Ane Iversen            | Sigrid Ytterhus Haugset     |
| 2024 | Katrine Aalerud         | Mie Bjørndal Ottestad  | Sigrid Ytterhus Haugset     |
| 2025 | Katrine Aalerud         | Mie Bjørndal Ottestad  | Sigrid Ytterhus Haugset     |